# Seeing Things
Albums de Jakob Dylan
Women + Country
(2010)
Seeing Things est le premier album solo de l'auteur-compositeur-interprète Jakob Dylan. L'album est sorti le 10 juin 2008 chez Columbia (le même label que son père Bob Dylan), et a été enregistré aux Hollywood Hills, maison du producteur Rick Rubin.
Jakob a joué les chansons de l'album devant un public restreint le 8 mai 2008 au Nissan's Live Sets à Los Angeles, Californie.
Jakob Dylan a également annoncé sa première tournée solo avec le groupe The Gold Mountain Rebels en vue de promouvoir l'album, tournée débutant le 17 mai 2008, avec des apparitions au The Late Show with David Letterman le 11 juin, au Tonight Show with Jay Leno le 15 juillet, et au The Late Late Show with Craig Ferguson le 4 août.

## Chansons de l'album
Toutes les chansons sont écrites et composées par Jakob Dylan sauf où indiqué.
| No  | Titre                                                           | Durée |
| --- | --------------------------------------------------------------- | ----- |
| 1.  | Evil Is Alive and Well                                          | 3:56  |
| 2.  | Valley of the Low Sun                                           | 3:57  |
| 3.  | All Day and All Night                                           | 3:28  |
| 4.  | Everybody Pays as They Go                                       | 3:00  |
| 5.  | Will It Grow                                                    | 4:49  |
| 6.  | I Told You I Couldn't Stop (coécrite avec Matt Sweeney)         | 4:14  |
| 7.  | War Is Kind                                                     | 3:08  |
| 8.  | Something Good This Way Comes                                   | 3:39  |
| 9.  | On up the Mountain                                              | 3:45  |
| 10. | This End of the Telescope                                       | 3:59  |
| 11. | Costa Rica (uniquement disponible en téléchargement sur iTunes) | 3:35  |

## Personnel
- Jakob Dylan – basse, guitare, chant
- Rick Rubin – producteur
- Z. Berg – Musicien
- Mathieu Bitton – direction artistique, design
- Jason Boesel – musicien
- Lindsay Chase – production, coordination
- Rich Egan – management
- Jason Lader – ingénieur, mixage
- Vlado Meller – mastering
- James Minchin – photographie
- Mark Santangelo – assistant